# Chris Montez
 (janvier 2021).
Si vous disposez d'ouvrages ou d'articles de référence ou si vous connaissez des sites web de qualité traitant du thème abordé ici, merci de compléter l'article en donnant les références utiles à sa vérifiabilité et en les liant à la section « Notes et références ».
Chris Montez (né Ezekiel Christopher Montanez le 17 janvier 1943 à Hawthorne (Californie) est un chanteur américain d'origine mexicaine qui a connu deux pics de popularité en 1962-1963, puis en 1966.

## Carrière
À l'automne 1962, il enregistre la chanson Let's Dance, un twist énergétique qui fait de lui une star du jour au lendemain. La chanson grimpe en n°4 au Billboard Hot 100 américain, et en n°2 dans les Charts britanniques. Son second single Some Kinda Fun, publié dans la foulée, fait moins bien, mais atteint quand même la 10e place au Royaume-Uni courant janvier 1963. Puis, son succès décline rapidement, il est bientôt oublié, n'enregistre plus rien.
Une seconde chance lui est offerte par A&M Records en 1965. Chris Montez voudrait alors renouer avec une formule rock adolescent dans la veine de Let's Dance. Son coproducteur Herb Alpert (cofondateur d'A&M) lui suggère une voie différente, visant le grand public adulte, avec des mélodies romantiques convenant à sa voix veloutée et haut perchée de ténor léger, et des rythmes à tempo moyen discrètement colorés d'influences latino-américaines, conformes à l'héritage culturel du chanteur. C'est sous cette inspiration qu'il enregistre l'album The More I See You, dont les 11 titres sont en majorité des reprises de chansons jazz déjà anciennes, mais réarrangées dans un style plutôt bossa nova.
Le premier single extrait de cet album est Call Me, sorti en novembre 1965. Il entre dans le Top 40 du Billboard et même en n°2 dans la catégorie easy listening. Le second est la chanson-titre de l'album, The More I See You, un standard de jazz créé en 1945. La version de Chris Montez recueille en 1966 une immense popularité, et bien qu'elle ait été chantée par un grand nombre d'interprètes avant et après lui, elle demeure certainement la plus connue.